# Ададуров, Семён Григорьевич
Семён Григорьевич Ададуров (в ряде источников Адодуров или Ододуров
) — русский военный деятель; воевода в Дорогобуже в 1608—1609 гг.
Происходил из древнего дворянского рода Адодуровых; качестве "ближнего дворянина" при царе Иоанне IV (как сказано в грамоте) был послан к королю польскому Стефану, по поводу нарушения пограничной межи Витебским воеводой Станиславом Паца (последний построил город "в нашей Велижской волости"); в том же году он еще раз ходил к королю польскому договариваться об обмене и выкупе пленных.
С. Г. Ададуров принимал также деятельное участие в войне с литовцами, как это видно из письма к Ярославским воеводам царя Василия Ивановича: он со смоленской ратью, будучи воеводой в Дорогобуже (1608—1609) очистил вместе с Яковом Петровичем Барятинским Дорогобуж и Вязьму и "во многих местах многих воров и литовских людей побили и живых многих поймали".
Когда в 1609 году пришли шведы и немецкие войска на помощь русским, князь Михаил Шуйский приказал Ададурову, который стоял со смоленскими людьми на Смоленском рубеже, сойтись с ним в Твери.